# Ernesto Saboia
Ernesto Miranda Saboia de Albuquerque, ou apenas Ernesto Saboia, (Sobral, 23 de junho de 1906 – Rio de Janeiro, 8 de abril de 1994) foi um engenheiro civil, empresário, advogado e político brasileiro, outrora deputado federal pelo Ceará.

## Dados biográficos
Filho de José Saboia de Albuquerque e Maria Soledade Albuquerque. Engenheiro Civil formado pela Universidade Federal do Rio de Janeiro em 1943, foi também empresário no setor têxtil e de exportação de óleos vegetais. Em 1954 foi eleito deputado federal pela UDN, figurando como segundo suplente na disputa seguinte, o que assegurou-lhe uma convocação para exercer o mandato. Entre 1961 e 1965 ocupou uma diretoria no Banco Nacional de Desenvolvimento Econômico e Social (BNDES) e em 1964 ascendeu ao conselho consultivo do Banco do Nordeste. Advogado formado na Universidade Federal de Pernambuco, foi consultor jurídico da Confederação Nacional da Indústria (CNI), aposentando-se em 1983.